# Muriel Robertson
Muriel Robertson FRS (8 de abril de 1883 – 14 de junio de 1973) fue una protozoologa y bacteriologa en el Instituto Lister de Londres de 1915 a 1961. Hizo descubrimientos clave del ciclo de vida de trypanosoma.

## Educación y vida
Robertson nació en Glasgow, fue la séptima de doce hijos del ingeniero Robert Andrew Robertson y su mujer Elizabeth Ritter. Fue educada privadamente y accedió a la Universidad de Glasgow donde obtuvo un Master de Artes en 1905. Trabajó  dos años en Glasgow tras graduarse. Un proyecto temprano fue el estudio de Pseudospora volvocis, un protozoo parásito del alga Volvox.

## Carrera
En 1907 se trasladó a Ceilán para estudiar las infecciones de trypanosoma en reptiles. Realizó una estancia en el Instituto Listerde Londres bajo la supervisión del Profesor Edward Alfred Minchin en 1910–11. Dedicó su tiempo como protozoologista en el Protectorado de Uganda de 1911–14 dónde investiguó el ciclo de vida del Trypanosoma gambiense (causa de la trypanosomiasis africana o enfermedad del sueño) en la sangre y en su insecto vector, la mosca tsetse publicando sus resultados.  En 1923 obtuvo su Doctorado en Ciencias en Glasgow con una tesis titulada "Un estudio de las historias de vida de algunos trypanosomas".
Robertson regresó al Instituto Lister poco antes de la Primera Guerra Mundial en 1914.  Salvo por un periodo en el Instituto de Patología Animal en Cambridge durante la Segunda Guerra Mundial,  trabaja en el Instituto Lister hasta 1961. La mayoría de su trabajo fue como protozoologa, pero también trabajó en bacteriología durante ambas guerras mundiales, y en particular en organismos anaeróbicos como Clostridia que infecta heridas de guerra, la causa de la gangrena.
Fue elegida como socia de la Sociedad Real en 1947, en el mismo año que Dorothy Hodgkin, y sólo dos años después de las primeras mujeres, Marjory Stephenson y Kathleen Lonsdale. El año siguiente,  le otorgan un Honorario Doctor of Law (LLD) en la Universidad de Glasgow. Fue también miembro de la Sociedad Real de Medicina Tropical y del Instituto de Biología, y miembro de la Sociedad Patológica, la Sociedad para la Biología Experimental y el Club de Investigación Médica.  Fue fundadora de la Sociedad de Microbiología General y estuvo en su consejo de 1945 a 1948.
Robertson trabajó en el Instituto Lister hasta 1961, mucho tiempo después de que se retirase oficialmente en 1948. Sufrió glaucoma agudo desde 1950 y perdió un ojo. Continuó trabajo en Cambridge durante un corto periodo antes de que retirarse finalmente a la propiedad familiar en Limavady en Irlanda del Norte. Después de un periodo de enfermedad,  muere en el Hospital Altnagelvin en Derry.